# Kounotori (train)
Pour les articles homonymes, voir Kounotori.

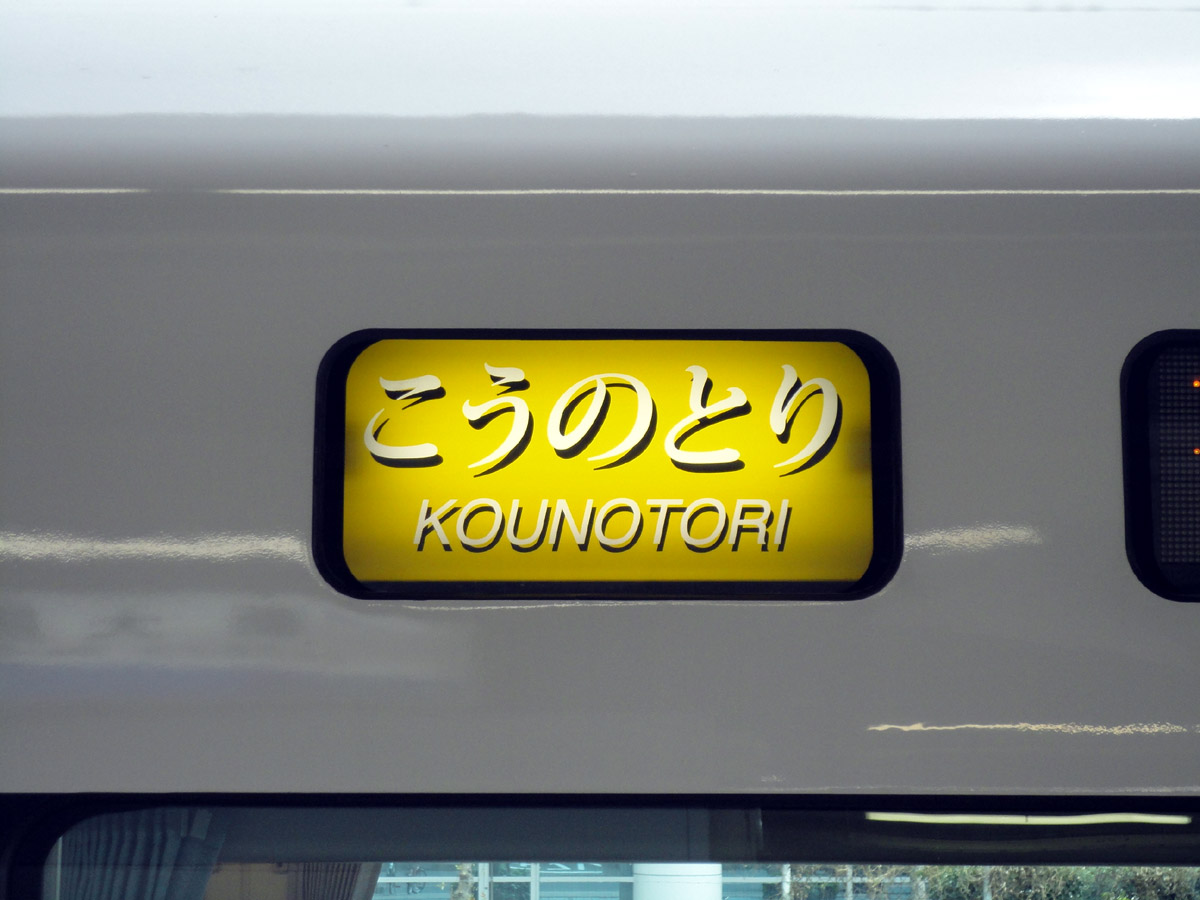
Indicateur du nom de train sur une série 287

Le Kounotori (こうのとり, Kōnotori) est un train de type Limited Express japonais, exploité par la compagnie JR West, qui relie la gare de Shin-Osaka à celle de Kinosaki Onsen.

## Parcours
Ce train relie la gare de Shin-Osaka, située à Osaka, à Kinosaki Onsen, située à Toyooka, en empruntant plusieurs lignes : la ligne Tōkaidō, la ligne Sanin et la ligne Fukuchiyama.
Il faut un peu moins de 3 heures pour relier les gares de Shin-Ōsaka à Kinosaki Onsen.

## Gares desservies
| Nom des gares           |
| ----------------------- |
| Shin-Osaka              |
| Osaka                   |
| Amagasaki               |
| Takarazuka              |
| Nishinomiya-Najio （※） |
| Sanda                   |
| Shin-Sanda （※）        |
| Aino （※）              |
| Sasayamaguchi           |
| Tanikawa （※）          |
| Kaibara                 |
| Kuroi （※）             |
| Fukuchiyama             |
| Wadayama （※）          |
| Yōka （※）              |
| Ebara （※）             |
| Toyooka （※）           |
| Kinosaki-Onsen （※）    |

（※）Certains Limited Express Kounotori ne s'arrêtent pas à ces gares.

## Matériel roulant

### Actuel
Deux types de rames automotrices électriques sont actuellement utilisés pour ce service : la série 287 et la série 289.

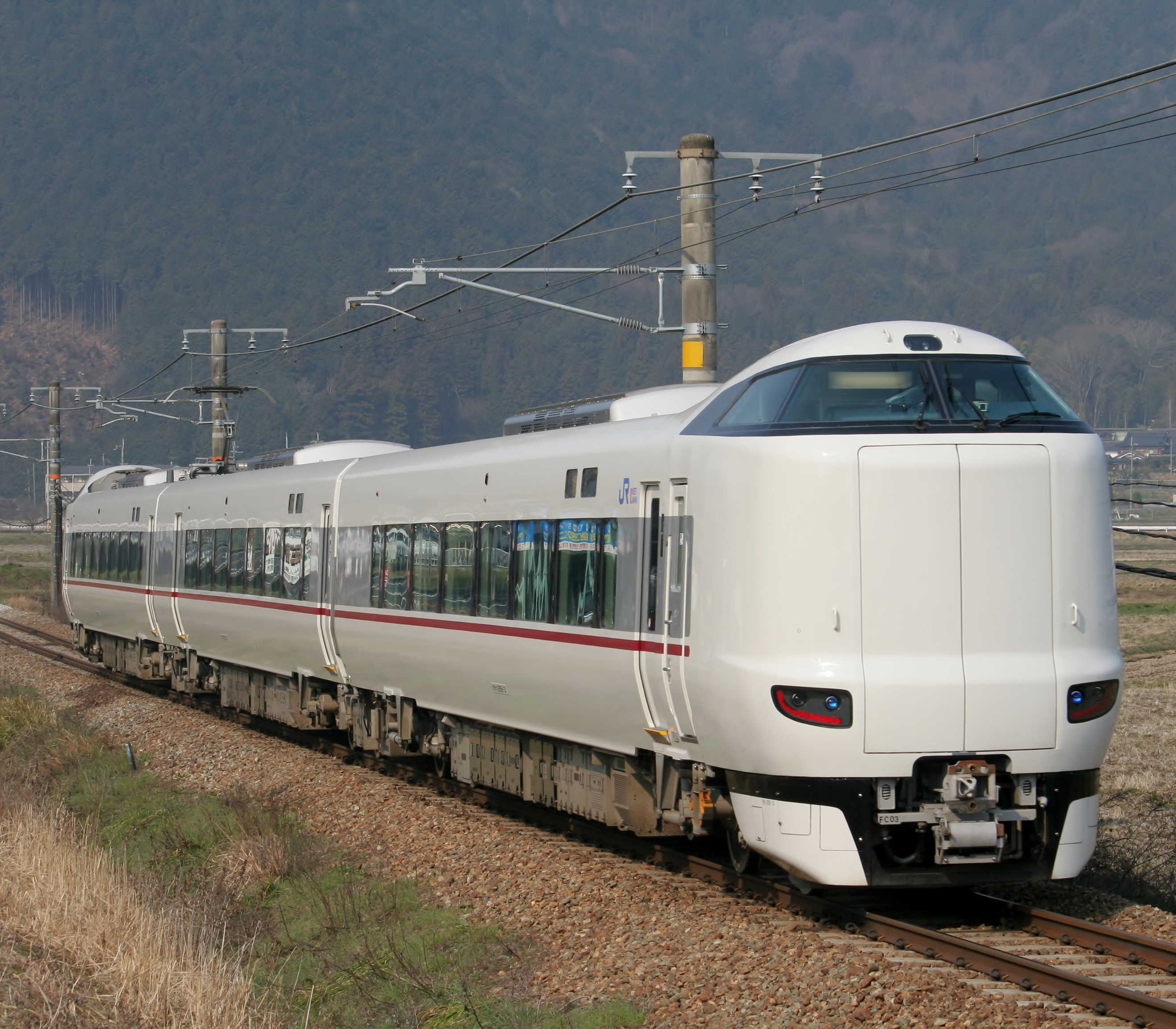
Série 287
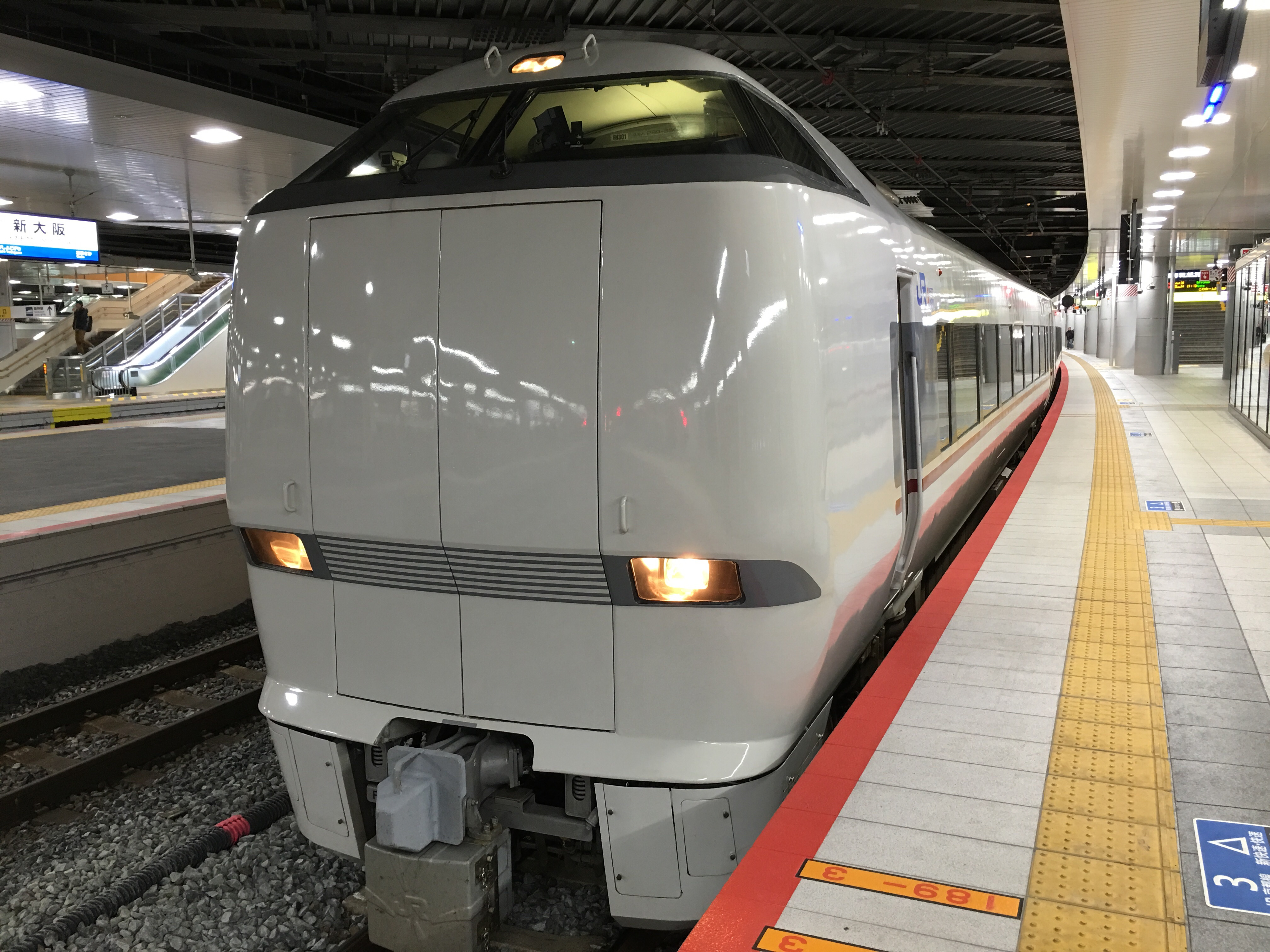
Série 289

### Ancien

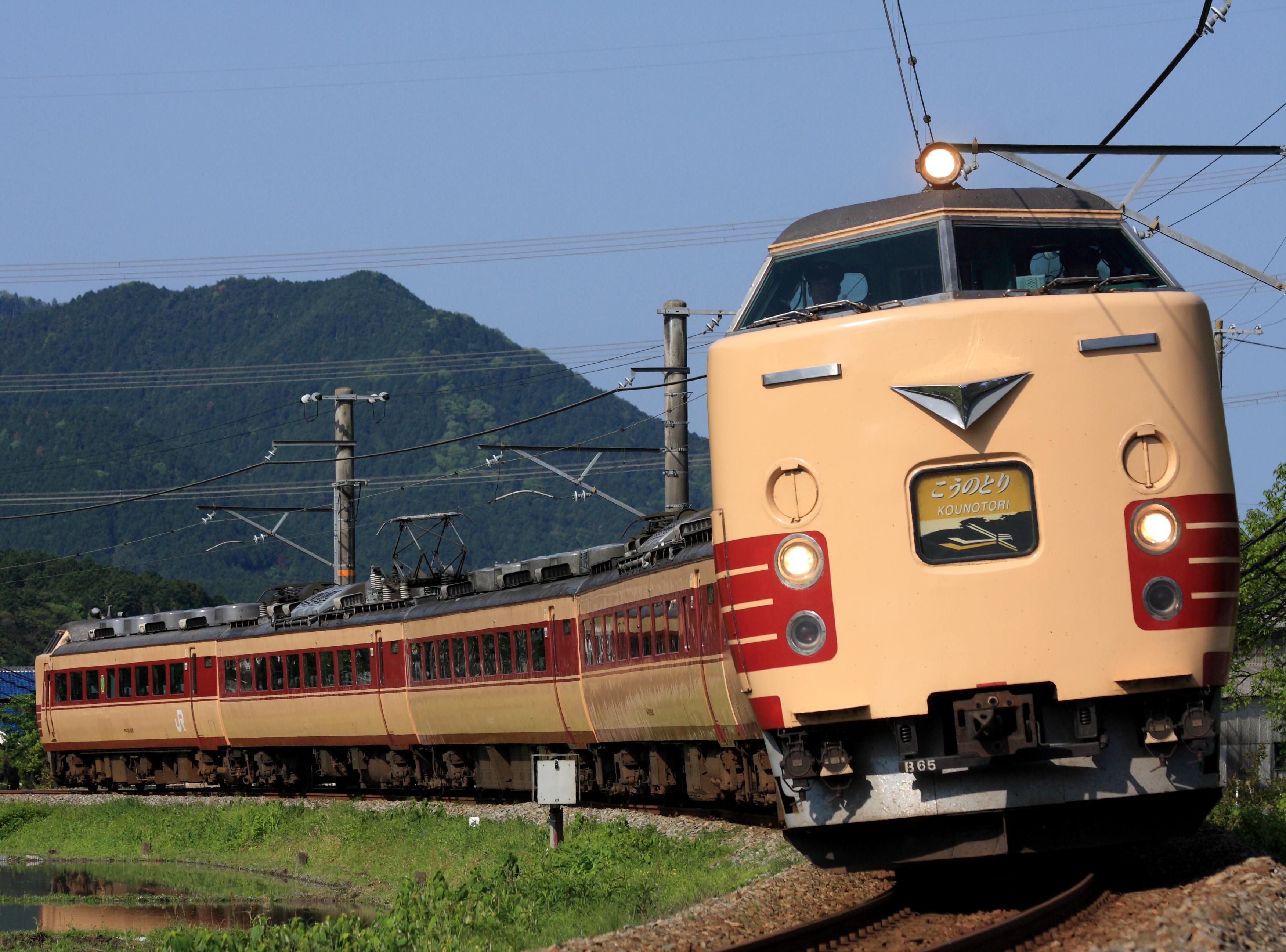
Série 183